# بيسي سميث
بيسي سميث (بالإنجليزية: Bessie Smith) هي فنانة شارع وموسيقية ومغنية أمريكية، ولدت في 15 أبريل 1894 في تشاتانوغا في الولايات المتحدة، وتوفيت في 26 سبتمبر 1937 في كلاركسديل في الولايات المتحدة بسبب حادث مرور.

## وصلات خارجية
- بيسي سميث على موقع IMDb (الإنجليزية)
- بيسي سميث على موقع الموسوعة البريطانية (الإنجليزية)
- بيسي سميث على موقع روتن توميتوز (الإنجليزية)
- بيسي سميث على موقع ميوزك برينز (الإنجليزية)
- بيسي سميث على موقع أول موفي (الإنجليزية)
- بيسي سميث على موقع قاعدة بيانات برودواي على الإنترنت (الإنجليزية)
- بيسي سميث على موقع قاعدة بيانات الأفلام السويدية (السويدية)
- بيسي سميث على موقع إن إن دي بي (الإنجليزية)
- بيسي سميث على موقع أول ميوزيك (الإنجليزية)
- بيسي سميث على موقع ديسكوغز (الإنجليزية)